# Amata signata
Amata signata là một loài bướm đêm thuộc phân họ Arctiinae, họ Erebidae.